# Castiarina sulfurea
Castiarina sulfurea es una especie de escarabajo del género Castiarina, familia Buprestidae. Fue descrita científicamente por Deuquet en 1938.